# Viktor Brobacke

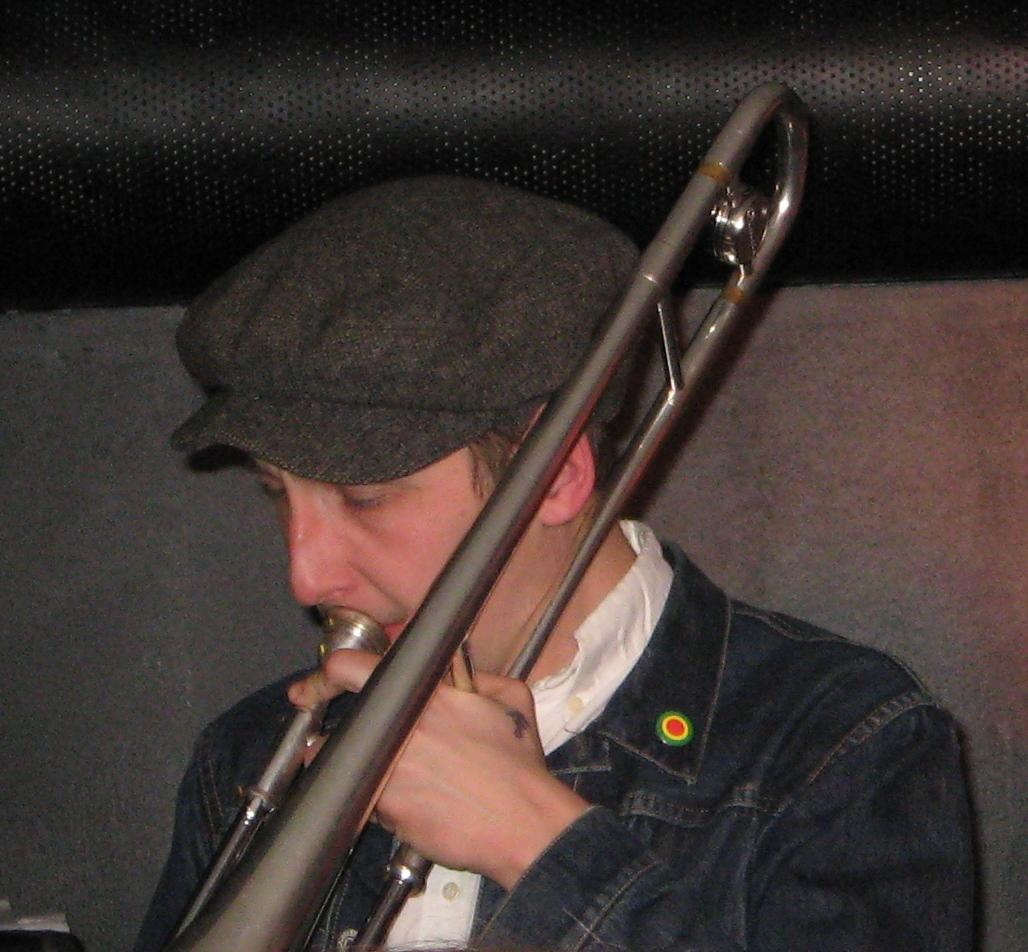
Viktor Brobacke spelar med Molly, 2008.

Viktor Brobacke, född Knut Viktor Thronsen Brobacke 24 september 1974 i Stockholm, är en svensk musiker (trombon) och skådespelare. 

## Biografi
Han är trombonist i Club killers, Darya och månskensorkestern och Moneybrother. Tidigare medlem i Monster och Molly. Brobacke har spelat med Stefan Sundström, Kajsa Grytt, Jaquee, Håkan Hellström, Chihuahua, Tulos, Papa Dee's rocksteady revue, Honey is cool, The Concretes och Lügchen. Under 2013 och 2014 medverkade Brobacke som kapellmästare, berättare och musiker i Stockholms Parkteaterns uppsättning av barnföreställningen Kåldolmar & kalsipper. Viktor driver sedan 2011 den fria scenkonstgruppen Caféz-lek för ändring.

## Filmografi
- 2004 - En grundlig undersökning
- 2003 - Folkhemmet
- 1994 – Sixten
- 1994 - Bara du & jag
- 1989 - Klassliv

## Teater

### Roller (ej komplett)
| År   | Roll                 | Produktion                                                 | Regi          | Teater      |
| ---- | -------------------- | ---------------------------------------------------------- | ------------- | ----------- |
| 2013 | Berättaren Kärringen | Kåldolmar och kalsipper Peter Wahlqvist och Håkan Wennberg | Kajsa Isakson | Parkteatern |